# Typhlomyrmex prolatus
Typhlomyrmex prolatus is een mierensoort uit de onderfamilie van de Ectatomminae. De wetenschappelijke naam van de soort is voor het eerst geldig gepubliceerd in 1965 door Brown.